# Volo Merpati Nusantara Airlines 8968
Il volo Merpati Nusantara Airlines 8968 (MZ8968/MNA8968) è stato un collegamento passeggeri precipitato al largo delle coste della provincia indonesiana della Papua Occidentale il 7 maggio 2011. L'aereo coinvolto, uno Xian MA60, stava effettuando il servizio nazionale di linea della Merpati Nusantara Airlines da Sorong a Kaimana, entrambe nella Papua Occidentale. Precipitò in mare mentre era in fase di avvicinamento a Kaimana in condizioni di forte pioggia, circa 800 metri prima della pista. Tutte le 25 persone a bordo dell'aereo morirono. È stato il primo incidente mortale di uno Xian MA60.
Il Comitato nazionale indonesiano per la sicurezza dei trasporti concluse che l'incidente era stato causato da un errore del pilota. Durante l'avvicinamento, entrambi i piloti avevano difficoltà a vedere l'aeroporto a causa delle condizioni meteorologiche avverse nella zona e alla fine avevano iniziato una procedura di riattaccata. Tuttavia, non prestarono sufficiente attenzione all'angolo di inclinazione dell'aereo, poiché entrambi guardavano fuori dal finestrino. La mancanza di consapevolezza situazionale causò l'overbank dello Xian MA60, che precipitò in mare.

## L'aereo
Il velivolo coinvolto era un biturboelica Xian MA60 di costruzione cinese con immatricolazione indonesiana PK-MZK. Secondo il NTSC, l'aereo era stato prodotto nel 2007 con un numero di serie del costruttore (MSN) di 0603. L'aereo era entrato in servizio nell'ottobre 2010, registrando meno di 700 ore da allora. Era equipaggiato con due motori Pratt & Whitney Canada PW127J.

## Passeggeri ed equipaggio
I funzionari riferirono inizialmente che a bordo dell'aereo c'erano in totale 27 persone. Secondo la lista dei passeggeri emessa da Merpati, a bordo dell'aereo c'erano 25 persone, tutte indonesiane, di cui 21 passeggeri e 4 membri dell'equipaggio. I 21 passeggeri erano 18 adulti, 2 bambini e 1 neonato. I quattro membri dell'equipaggio erano due piloti e due assistenti di volo. A bordo dell'aereo c'erano due ingegneri di volo, ma erano indicati come passeggeri sulla lista di carico.
Il pilota è stato identificato come il comandante Purwandi Wahyu, di 55 anni. Era entrato a far parte della Merpati Nusantara Airlines nel 1977 come copilota di DHC-6. Secondo i registri aveva molta esperienza e aveva accumulato un totale di 24 470 ore di volo. Tuttavia, solo 199 ore erano state effettuate sullo Xian MA60. La maggior parte della sua esperienza di volo era sui velivoli Fokker, in particolare sul Fokker F100, sul quale aveva accumulato un totale di 6 982 ore di volo. Il copilota era il primo ufficiale Paul Nap, 36 anni. Il primo ufficiale Nap era entrato in Merpati nel 2007. A differenza del capitano Wahyu, la maggior parte dell'esperienza di volo del primo ufficiale Nap era stata fatta sullo Xian MA60. Delle 370 ore di volo, 234 erano su questo tipo di aereo.

## L'incidente
Il volo 8968 era un servizio passeggeri nazionale da Sorong a Kaimana. Il primo ufficiale Nap era il pilota ai comandi mentre il comandante Wahyu monitorava gli strumenti. Secondo il registro di volo, l'aeromobile e l'equipaggio avevano volato per altri tre voli passeggeri in precedenza, tutti in Papua e Papua occidentale. Il volo era stato pianificato per essere condotto secondo le regole del volo strumentale (IFR), mentre l'avvicinamento sarebbe stato condotto secondo le regole del volo a vista (VFR) poiché l'aeroporto di destinazione non aveva la procedura per un avvicinamento IFR.
Alle 12:45 ora locale, il volo 8968 decollò da Sorong con 21 passeggeri e 4 membri dell'equipaggio. Venne autorizzato a volare a un'altitudine di 15 000 piedi (4 600 m) all'interno dello spazio aereo controllato. Dopo l'uscita da tale spazio aereo, l'equipaggio contattò Biak e proseguento verso Kaimana.
Alle 13:20, l'equipaggio stabilì un contatto con il controllore di Kaimana e annunciò l'orario di arrivo previsto per le 13:54. L'equipaggio ricevette informazioni sulle condizioni meteorologiche di Kaimana. Il controllore riferì che sull'aeroporto c'era una pioggia moderata con una visibilità di circa 3-8 chilometri. L'equipaggio continuò il volo e l'aereo iniziò a scendere alle 13:25 ad una distanza di circa 54 miglia nautiche (100 km) da Kaimana.
Intorno alle 13:30, il controllore di Kaimana riferì che le condizioni meteorologiche erano peggiorate e che l'aeroporto era sotto una forte pioggia. Il comandante chiese quindi al controllore se ci fosse un'altra zona in cui non pioveva. Il controllore rispose che l'area a sud dell'aeroporto era ancora libera. Il comandante disse al primo ufficiale Nap che sarebbero passati attraverso la zona sud dell'aeroporto per tentare un avvicinamento a vista.
A circa 7 miglia nautiche (13 km) dall'aeroporto, l'equipaggio fornì un altro rapporto di posizione. Il controllore di Kaimana, tuttavia, annunciò che sull'aeroporto stava ancora piovendo a dirotto e che la visibilità era peggiorata a due chilometri. Il comandante chiese al controllore se la pista fosse visibile dalla torre. La torre confermò che la pista era visibile e l'equipaggio decise di continuare l'avvicinamento a Kaimana.
L'aereo venne quindi configurato per l'atterraggio e all'equipaggio di cabina fu chiesto di preparare i passeggeri. L'autopilota venne disinserito a un'altitudine di 960 piedi (290 m). Il comandante assunse il controllo dello Xian MA60. L'equipaggio cercò di individuare la pista, ma a causa della visibilità limitata non ci riuscì. Decisero quindi di iniziare una riattaccata. L'aereo salì e virò a sinistra. La potenza dei motori venne aumentata e i flap e il carrello d'atterraggio furono retratti.
L'equipaggio virò inizialmente a sinistra con un angolo di inclinazione di 11 gradi. L'angolo iniziò poi ad aumentare, raggiungendo i 38 gradi. L'aereo scese rapidamente verso il mare con una velocità di discesa di 3 000 piedi (910 m) al minuto (15 m/s) e in pochi secondi precipitò in mare alla velocità di 158 nodi (293 km/h). L'aereo si spezzò in quattro parti e affondò a circa 800 metri a sud-ovest della pista.
Il controllore perse ogni contatto con l'equipaggio del volo 8968. Un testimone oculare gli telefonò affermando che un aereo della Merpati era appena precipitato in acqua vicino all'aeroporto. Successivamente, il personale dell'aeroporto e i servizi di soccorso raggiunsero il luogo dell'incidente. Secondo un ufficiale della Marina locale, il velivolo era "esploso" al momento dell'impatto. Non ci furono sopravvissuti.

## Il recupero

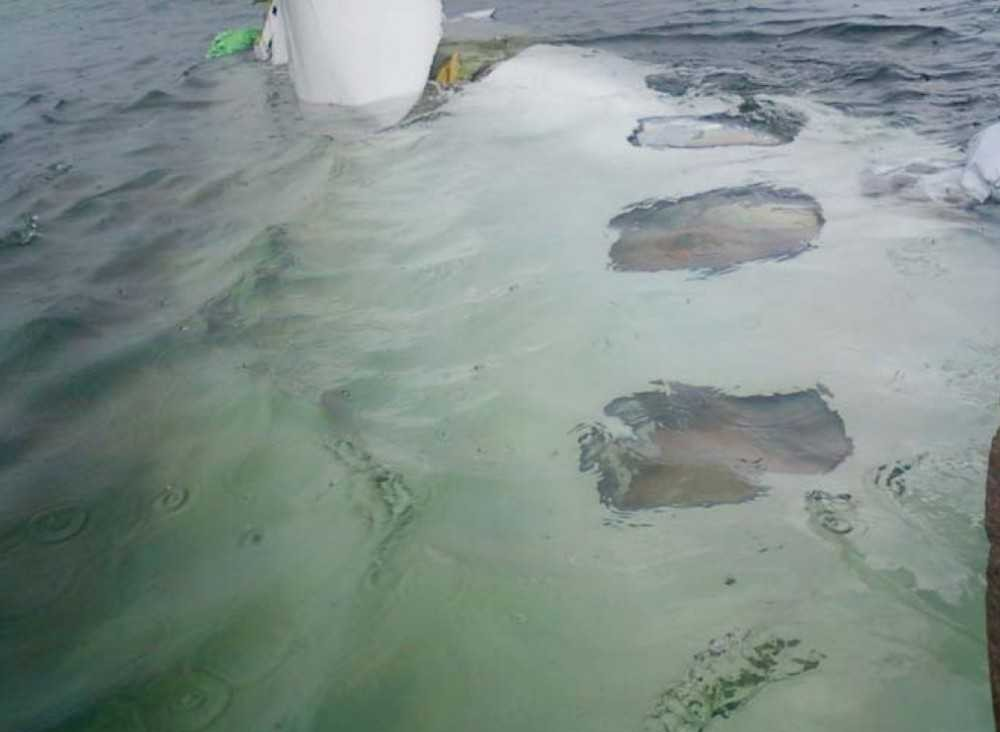
Parte della fusoliera ancora sommersa.

L'Agenzia nazionale indonesiana per la ricerca e il soccorso annunciò che erano stati recuperati quindici corpi nell'immediatezza dell'incidente, mentre i restanti erano ancora intrappolati nel relitto. La Marina indonesiana, la polizia locale, i funzionari dell'aeroporto e il pubblico vennero coinvolti nella ricerca delle vittime. Per recuperare altri corpi venne avviata una ricerca con dieci sommozzatori della Marina, ma le condizioni meteorologiche e le difficoltà di equipaggiamento resero vani gli sforzi. Alla fine la ricerca dovette essere temporaneamente interrotta a causa della forte corrente che, secondo quanto riferito, aveva spostato il relitto di 500 metri dalla sua posizione originale.
Il relitto venne trovato sommerso in un mare poco profondo, tra i 7 e i 15 metri, a circa 550 metri dalla costa di Kaimana e 880 metri prima della pista. Si estendeva su un'area di 100 per 200 metri. Il registratore dei dati di volo dell'aereo venne recuperato l'8 maggio, a 12 metri di profondità e sotto un corpo delle vittime. Lo stesso giorno, i funzionari annunciarono che i corpi di 20 persone, tra cui due assistenti di volo, erano stati recuperati dal sito dell'incidente. Di questi 20, ne erano stati identificati in totale 16.
Il 9 maggio, il personale di ricerca e soccorso riuscì a individuare la posizione del registratore vocale della cabina di pilotaggio. Recuperarono inoltre altri due corpi dal sito dell'incidente, tra cui un bambino di 5 anni, portando il numero totale a 22. I funzionari dissero che i resti del comandante Wahyu e del primo ufficiale Nap erano ancora dispersi. Il 10 maggio, il personale di soccorso recuperò un altro corpo dal luogo dell'incidente. I corpi del comandante e del primo ufficiale vennero poi scoperti all'interno della cabina di pilotaggio. Tuttavia, l'operazione di recupero fu rimandata a causa della forte corrente sottomarina presente nell'area. I loro resti furono recuperati il giorno successivo. Tutte le 25 vittime erano state recuperate entro l'11 maggio e restituite alle rispettive famiglie.
Le operazioni di recupero del relitto dell'aereo iniziarono il 20 maggio e si protrassero fino al 31 maggio. Secondo l'NTSC, erano riusciti a recuperare la maggior parte delle parti dell'aereo, tra cui la fusoliera anteriore e la cabina di pilotaggio.
Dopo l'esame, si scoprì che il contenuto del registratore era criptato in cinese; di conseguenza, venne inviato in Cina per essere decriptato.

## Conseguenze
Il 9 maggio, il Consiglio di rappresentanza del popolo indonesiano tenne la quarta sessione dell'agenda 2010-2011. Durante l'apertura, venne osservato un minuto di silenzio per le vittime del volo 8968. I deputati interrogarono il Ministero dei Trasporti dopo aver scoperto che lo Xian MA60 non aveva acquisito la certificazione della FAA. Il vice speaker della Camera, Priyo Budi Santoso, dichiarò che sarebbe stata necessaria un'indagine sulla questione. La Commissione V del Consiglio dei Rappresentanti del Popolo chiese al governo indonesiano di mettere a terra tutti gli Xian MA60 in servizio in Indonesia e di condurre un audit ufficiale, ma tale richiesta venne negata dall'allora Ministro delle Imprese di Stato Mustafa Abubakar. Venne anche chiesto al governo di fondere Merpati in Garuda Indonesia, la compagnia di bandiera dell'Indonesia, e di valutare tutte le politiche dell'aviazione nel Paese. Dopo l'udienza, il Ministero dei Trasporti annunciò che il ministero avrebbe valutato le operazioni di Merpati Nusantara Airlines per almeno 6 mesi, includendo un audit ufficiale.
C'erano anche speculazioni sull'aeronavigabilità dell'aereo. Prima dell'incidente, lo Xian MA60 era stato messo a terra dalle autorità a causa di visibili crepe sullo stabilizzatore orizzontale. La Xian Aircraft International Corporation (XAIC) aveva negato le affermazioni sulla non aeronavigabilità del velivolo e aveva dichiarato che l'aereo era conforme agli standard della FAA. Il Ministero dei Trasporti condusse una valutazione approfondita sull'aeronavigabilità della flotta degli MA60 di Merpati. L'indagine non riscontrò alcun problema sugli undici esemplari della flotta.
Il 10 maggio, il presidente di Merpati Nusantara, Sardjono Jhony Tjitrokusumo, disse che si sarebbe dimesso se l'incidente fosse dipeso dalla compagnia aerea, affermando che "sono pronto a rassegnare le mie dimissioni se l'errore è stato commesso da Merpati".
Il 13 maggio, il governo indonesiano ordinò a Merpati Nusantara di eseguire ispezioni di sicurezza sugli altri dodici MA60. Nell'annunciare l'ordine, il presidente Susilo Bambang Yudhoyono disse che "dovrebbe esserci uno sforzo di prevenzione e un'ispezione dello stesso tipo di aerei della Merpati [...] Questo è importante per il pubblico, in modo che possa ottenere spiegazioni chiare".

### Accuse di markup
L'incidente del volo 8968 scatenò una polemica all'interno del governo indonesiano. La polemica era iniziata in seguito alla scoperta di una discrepanza tra il fondo richiesto per l'acquisto dello Xian MA60, che era significativamente più alto del prezzo effettivo dell'aereo. Il fondo totale previsto avrebbe dovuto essere inferiore a quello richiesto, creando speculazioni su un possibile ricarico (considerato un mezzo di frode nella nazione), con funzionari del Ministero delle Imprese di Stato, del Ministero della Pianificazione dello Sviluppo Nazionale dell'Indonesia e del Ministero dei Trasporti accusati di essere coinvolti.
La scoperta della mancata disponibilità della certificazione FAA richiesta per l'MA60 e l'osservazione controversa dell'allora vicepresidente Jusuf Kalla sull'aereo di fabbricazione cinese fecero divampare le accuse. Si ipotizzò che la Cina avesse esercitato pressioni sul governo affinché continuasse ad acquistare l'aereo investendo in un progetto di centrale elettrica in Indonesia. Per questo motivo, i parlamentari chiesero un'indagine speciale. La Camera indonesiana creò una commissione speciale per indagare su tali accuse. Il leader dell'Unione del lavoro delle imprese statali Arief Poyuono segnalò il caso alla Commissione indonesiana per l'eliminazione della corruzione per possibili accuse di corruzione contro i funzionari.
In seguito alle notizie secondo cui il governo cinese avrebbe esercitato pressioni sul governo indonesiano per un progetto di centrale elettrica, l'ex ministro dei Trasporti Jusman Syafii Djamal negò le accuse. Anche il vicepresidente in carica Jusuf Kalla smentì tale affermazione, dicendo che non c'era alcuna correlazione tra le due questioni. Nel frattempo, il Presidente Susilo Bambang Yudhoyono chiese ulteriori chiarimenti al Ministero delle imprese statali in merito all'acquisto della flotta MA60 di Merpati, in seguito alle notizie secondo cui il suo staff sarebbe stato coinvolto nella questione. Si tenne in seguito una riunione di gabinetto per discutere la questione.
Il Consiglio dei Rappresentanti del Popolo indonesiano convocò alla Camera indonesiana di Senayan i funzionari che sarebbero stati coinvolti nella frode. I membri del Parlamento ordinarono a Merpati di smettere di operare con gli MA60 in Indonesia. La Corte Suprema indonesiana convocò l'amministratore delegato di Merpati e altri funzionari in merito all'acquisto degli aerei. Alla corte venne anche chiesto di indagare sul Ministero del Commercio indonesiano per il suo presunto coinvolgimento. In risposta alle accuse di corruzione, la corte avrebbe coinvolto membri della Commissione per l'eliminazione della corruzione. Il Ministero delle imprese statali disse che avrebbe fornito il proprio sostegno all'indagine. Pochi mesi dopo, l'Audit Board of Indonesia confermò l'esistenza di discrepanze nel processo di acquisto degli MA60.
L'incidente contribuì in modo significativo al declino della Merpati Nusantara Airlines.

## Le indagini
Il rapporto finale venne pubblicato nel maggio 2012. L'NTSC riassunse la propria analisi come segue:
(NTSC, Final report Merpati Nusantara Airlines 8968)
Poiché la maggior parte delle azioni di sicurezza erano state eseguite dalle parti coinvolte prima della pubblicazione del rapporto finale, gli investigatori formularono solo sei raccomandazioni. Xian aveva rivisto il manuale delle operazioni di volo e di manutenzione dell'aeromobile e Merpati aveva intrapreso ampie azioni di sicurezza dopo l'audit formale del governo indonesiano. L'NTSC ordinò a Merpati di rivedere il suo sistema di gestione dell'addestramento.